# پارک ملی پنجاری
پارک ملی پنجاری (به فرانسوی: Parc National de la Pandjari) منطقه‌ای حفاظت شده است که در شمال غربی بنین قرار دارد و به پارک ملی آرلی در بورکینافاسو می‌پیوندد. نام این پارک ملی از رود پنجاری گرفته شده است و از نامدارترین مکان‌های زندگی فیل، شیر، اسب آبی، گاومیش آفریقایی، و گونه‌های متعدد آهو در غرب آفریقا است. این پارک همچنین به خاطر تنوع بسیار گونه‌های پرندگانش نامدار است.

## موقعیت
پارک پنجاری منطقه‌ای به وسعت ۲۷۵۵ کیلومتر مربع است که در انتهای شمال غربی بنین قرار دارد. این پارک بخشی از منطقه حفاظت شده موسوم به WAP است که از سرواژه پارک‌های ملی دابلیو (W National Park) و آرلی (Arli National Park) و Pandjari گرفته شده و گستره‌ای وسیع از مناطق حفاظت شده میان بنین، بورکینا فاسو، و نیجر را در بر می‌گیرد.